# Ангелі Федір Панасович
Федір Панасович Ангелі (1935, тепер Гагаузія, Молдова — ?) — молдавський радянський діяч, журналіст, директор Молдавського інформаційного агентства (АТЕМ) при РМ Молдавської РСР. Член ЦК КП Молдавії в 1986—1991 роках. Депутат Верховної Ради Молдавської РСР 11-го скликання. Кандидат філологічних наук.

## Біографія
З 1954 року працював вчителем Чадир-Лунгської вечірньої школи Молдавської РСР.
Член КПРС з 1963 року.
У 1964 році закінчив Московський державний університет імені Ломоносова та аспірантуру при ньому.
У 1964—1967 роках — редактор Головної редакції політичних публікацій агентства друку «Новини»; керуючий Кишинівського відділення ВАТ «Інтурист».
У 1967—1973 роках — власний кореспондент агентства друку «Новини» в Бухаресті (Румунія).
У 1973—1974 роках — інструктор відділу інформації та закордонних зв'язків ЦК КП Молдавії.
У 1974—1979 роках — власний кореспондент газети «Правда» в Соціалістичній Республіці Румунії.
У 1979—1983 роках — заступник завідувача відділу інформації та закордонних зв'язків ЦК КП Молдавії.
Закінчив Московську вищу партійну школу.
У 1983 — після 1990 року — директор Молдавського інформаційного агентства (АТЕМ) при Раді міністрів Молдавської РСР.
Подальша доля невідома.

## Нагороди
- Заслужений журналіст Молдавської РСР